# Chorinaeus rhenanus
Chorinaeus rhenanus är en stekelart som beskrevs av Aeschlimann 1981. Chorinaeus rhenanus ingår i släktet Chorinaeus och familjen brokparasitsteklar. Inga underarter finns listade i Catalogue of Life.